# Clinias (père d'Alcibiade)
Pour les articles homonymes, voir Clinias.
Clinias (en grec ancien Κλείνίας / Klínías) est un homme politique et général grec du Ve siècle av. J.-C.. Époux de Dinomaque, il est le père d'Alcibiade, et de Clinias. Il faisait partie de la famille noble des Eupatrides, et passait donc pour descendre d'Ajax ; il avait combattu à la Bataille de l'Artémision sur une trière de 200 hommes équipée à ses frais, se distingua à la bataille de Salamine. Il épousa une noble issue de la famille des Alcméonides, Dinomaque, descendante de Mégaclès l'Alcméonide. Il est mort à la bataille de Coronée en 447 av. J.-C.